# Cultura Kephala
A cultura Kephala (3300–3 000 a.C.) desenvolveu-se no assentamento de Kephala (assentamento com 45-80 habitantes), em Ceos, complexo formado por pequenas edificações retangulares construídas próximas umas das outras e um cemitério murado contendo quarenta sepulturas de forma retangular, circular ou oval erigidas com paredes de pedra e tampos de xisto; foram identificados enterros múltiplos e espólio tumular.
A economia local era baseada na agricultura (cereais), pecuária (ovinos, caprinos, bovinos, suínos), pesca (atuns), olaria, tecelagem, confecção de cestas e vasos de mármore, produção de ferramentas (obsidiana), manuseio de metais (cobre, ouro, prata) e comércio (obsidiana de Melos; cobre da Ática). Sua cerâmica possuía incisões, padrões de polimento ou decorações incrustadas com aplicações de vermelho e branco após a queima e suas formas principais foram taças, potes e colheres.